# L.627
Pour plus de détails, voir Fiche technique et Distribution.
L.627 est un film français réalisé par Bertrand Tavernier, sorti en 1992. Coécrit par un ancien policier, Michel Alexandre, il dépeint le quotidien de la brigade des stupéfiants de Paris. Le titre du film « L.627 » fait référence à l'ancien article du Code de la santé publique français, qui prohibe la consommation ainsi que le trafic de stupéfiants. Il symbolise le décalage entre les moyens prévus par la loi et ceux effectivement mis à disposition de la police.

## Synopsis
Lucien Marguet, surnommé « Lulu », est un enquêteur de deuxième classe de la police judiciaire. C'est un policier de terrain, passionné par son travail, quitte à y sacrifier parfois sa vie de famille.
À la suite d'une altercation avec son supérieur, qu'il considère incompétent, il est changé de brigade. Mais il intègre rapidement un groupe qui lutte contre le trafic de stupéfiants. Se succèdent alors une série d'opérations de routine au fil desquelles chaque membre de la brigade se révèle.

## Fiche technique
Sauf indication contraire, les informations mentionnées dans cette section peuvent être confirmées par la base de données cinématographiques Unifrance,  présente dans la section « Liens externes ».
- Titre original : L.627
- Réalisation : Bertrand Tavernier
- Scénario : Michel Alexandre et Bertrand Tavernier
- Production : Frédéric Bourboulon pour Little Bear et Alain Sarde pour Les Films Alain Sarde
- Musique : Philippe Sarde
- Photographie : Alain Choquart
- Montage : Ariane Bœglin
- Costumes : Jacqueline Moreau
- Décors : Guy-Claude François
- Son : Michel Desrois et Gérard Lamps
- Pays de production : 100%  France
- Langue de tournage : français
- Format : Couleurs - 1,85:1 - Son Dolby - 35 mm (Fuji)
- Genre : drame, policier
- Durée : 145 minutes
- Date de sortie[2] :
  - France : 9 septembre 1992

## Distribution
- Didier Bezace : Lucien « Lulu » Marguet
- Jean-Paul Comart : Dominique « Dodo » Henriot, « Le chef »
- Charlotte Kady : Marie
- Jean-Roger Milo : Manuel « Manu »
- Nils Tavernier : Vincent
- Philippe Torreton : Antoine « Tonio » Cantoni, « Looping » ou « la Belette »
- Lara Guirao : Cécile Rousselin, prostituée toxicomane amie de Lulu
- Cécile Garcia-Fogel : Kathy
- Claude Brosset : le commissaire Adore
- Smaïl Mekki : Miloud Amrani
- François Levantal : un inspecteur
- Patrick Rocca : Inspecteur Caron
- Jacques Boudet : Raymond, le courrier
- Jean Odoutan : Mamadou Diop
- Francis Girod : le père de la mariée
- Marc Perrone : l'accordéoniste
- Éric Savin : Lefort
- Francis Lax : le commissaire
- Thierry Desroses : Saintonge
- Jean-Louis Benoît : Gardacier
- Ysa Ferrer : la concierge
- Luc Palun : un brigadier
- Frédéric Pierrot : René, le garagiste remplaçant
- Emmanuelle Bataille : femme mordue par le chien

## Commentaire

### Rejet des conventions du film policier
L'ambition de Bertrand Tavernier sur ce film était de tourner un film réaliste sur les conditions de travail des policiers de terrain. Ainsi, il s'est interdit tous les types de plan classiques du film policier, largement inspirés par le cinéma américain ou encore, en France, les films de Jean-Pierre Melville. Les scènes d'action sont la plupart du temps tournées en longue focale, les scènes de filatures, à l'opposé des courses-poursuites traditionnelles du cinéma, sont filmées sans les conventions du genre (sans plan près des roues du véhicule, ou d'amorce du capot par exemple).

### Un point de vue exclusif
L.627 se place de façon quasiment exclusive du point de vue des policiers, en premier lieu celui du personnage principal « Lulu ». De nombreuses scènes représentent des « planques » filmées depuis les véhicules banalisés, les « sous-marins ». Les filatures ne comportent que peu de plans de situation, privilégiant le regard de la brigade.

Le film fait la part belle aux relations complexes et parfois ambiguës entre policiers et indicateurs : « Tu n'as pas d'amis, tu n'as que des indics » dira Cécile (Lara Guirao) à Lulu (Didier Bezace).

### Une portée politique
L.627, dans son approche réaliste, rapporte l'insuffisance des moyens dont disposent les brigades : locaux inadaptés et exigus (des « préfabriqués » sur un grand terrain vague, bâtiments en travaux), manque de véhicules disponibles, pénurie de papiers carbone pour les procès-verbaux, etc.
Appuyé par de nombreuses anecdotes rapportées par le scénariste et ancien policier Michel Alexandre, le film dénonce entre autres le décalage entre la formation théorique et la pratique sur le « terrain », les stages inutiles, la course à la statistique ou encore le poids de la paperasserie administrative.
L'équipe hétéroclite doit faire preuve d'astuce, que ce soit pour se procurer son matériel ou réparer celui-ci, ou dans une interprétation souple des lois, comme pour payer ou protéger ses indicateurs. « Si l'on veut faire correctement notre boulot, il faut être dans l'illégalité 24h/24 » dit Lulu.

### Influence sur les séries télévisées
Le style réaliste de L.627 a considérablement influencé les séries policières apparues au cours des années 1990, en premier lieu la série PJ.

### Autour du film
- À sa sortie, le ministre de l'Intérieur socialiste Paul Quilès reprocha à Bertrand Tavernier de « dire des choses injustes et fausses » et demanda une enquête administrative sur les conditions de réalisation du film[5].
- Connue du grand public pour la présentation de l'émission pour enfants Récré A2, Charlotte Kady est l'une des révélations du film. Elle rejouera d'ailleurs pour Bertrand Tavernier.
- Au début du film, Lulu donne rendez-vous à son amie Cécile au cimetière du Père-Lachaise, devant la stèle érigée à la mémoire des victimes de l'attentat contre le vol 772 UTA, qui était survenu au Niger en septembre 1989.
- Alors que Lulu travaille sans arrêt, ses collègues s'amusent parfois autour d'un jeu de société. On voit Dodo, Manu et Vincent faire une partie de Risk très animée.
- Le chef opérateur Alain Choquart assure également le cadre, y compris sur les plans en Steadicam[6].
- Le producteur Alain Sarde apparaît en caméo. C'est l'homme qui demande à Lulu, qui est ce jour-là cadreur pour un mariage, de le filmer près d'une femme qu'il drague.
- Les scènes se passant au siège de ce service de police, autour de bâtiments en préfabriqué (« Algeco ») ont été tournées sur le site dit du parc de Passy, sur un futur chantier de construction, ancien site du ministère de la Reconstruction puis de l'Équipement, au pied de la colline de Chaillot, dans le 16e arrondissement de Paris. Dans le décor de ces scènes de tournage subsistent encore quelques-uns des bâtiments en préfabriqué qui ont abrité à partir de 1950 le ministère de la Reconstruction.
- Le sobriquet « Looping » donné au policier Antoine, joué par Philippe Torreton, est authentique : il a été retenu par Bertrand Tavernier lors de la rencontre préparatoire de ce dernier avec des policiers de la préfecture de Police de Paris, parmi lesquels se trouvaient un enquêteur pareillement surnommé.
- Une scène est tournée au lycée Camille-Sée et au square Saint-Lambert mitoyen (15e arrondissement de Paris).
- Le personnage de Marie, est inspiré d'une femme policière nommée « Carole ». Celle-ci apparaît dans une courte scène à la fin du film, comme une prostituée lisant « Picsou Magazine ».

## Distinctions

### Récompenses
- Prix Suzanne-Bianchetti : Charlotte Kady
- Prix SACD de la révélation de l'année : Charlotte Kady

### Nominations
- César du cinéma 1993 :
  - Meilleur film
  - Meilleur réalisateur
  - Meilleur scénario
  - Meilleur espoir féminin : Charlotte Kady

### Sélection
- Mostra de Venise 1992 : Sélection officielle

### Article annexe
- Psychotrope au cinéma et à la télévision